# ۵۷۳ (قمری)
۵۷۳ (قمری)، پانصد و هفتاد و سومین سال در گاهشماری هجری قمری است. اول محرم این سال برابر با هفتم ژوئیه سال ۱۱۷۷ میلادی است.